# Steyning
Steyning – miasto w Anglii, w hrabstwie West Sussex, w dystrykcie Horsham. Leży 33 km na wschód od miasta Chichester i 71 km na południe od Londynu. W 2001 miasto liczyło 5812 mieszkańców.